# Nadleśnictwo Mińsk

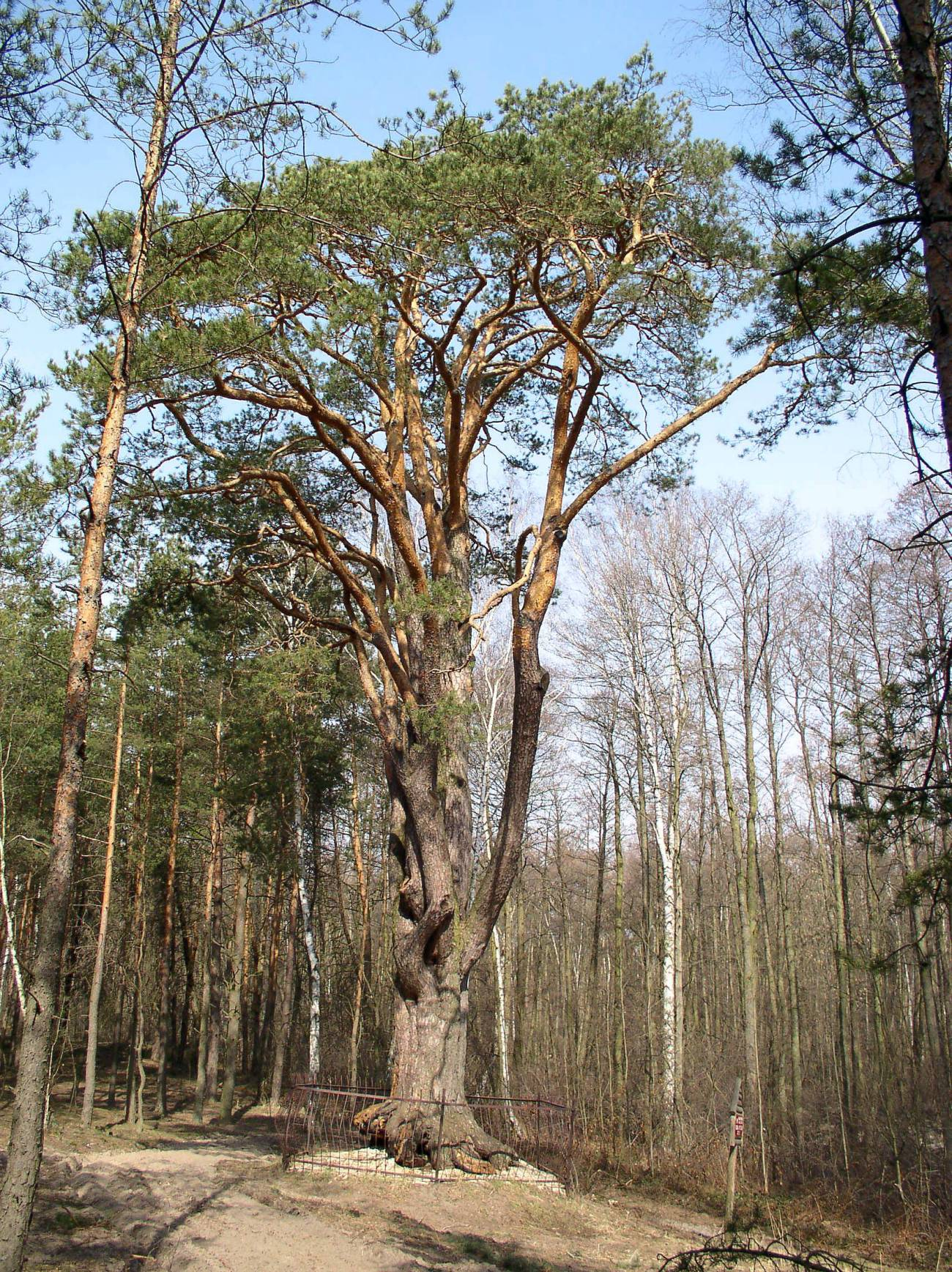
Sosna zwyczajna Wszebora - pomnik przyrody, w Leśnictwie Stankowizna

Nadleśnictwo Mińsk – nadleśnictwo w województwie mazowieckim, położone na wschód od Mazowieckiego Parku Krajobrazowego (otulina). Dużą część obszaru nadleśnictwa stanowi Miński Obszar Chronionego Krajobrazu. Nadleśnictwo to podlega Regionalnej Dyrekcji Lasów Państwowych w Warszawie.

## Przyroda
Średni wiek drzew wynosi 51 lat.
Najpowszechniejsze:
- sosny – 66,5%
- brzozy – 12,7%
- dęby – 9,8%

## Obszar
- Miasta:
  - Mińsk Mazowiecki (Miński Obszar Chronionego Krajobrazu)
  - Kałuszyn (Miński Obszar Chronionego Krajobrazu)
- Gminy:
  - Cegłów (Miński Obszar Chronionego Krajobrazu)
  - Dębe Wielkie (Miński Obszar Chronionego Krajobrazu)
  - Dobre
  - Jakubów (Miński Obszar Chronionego Krajobrazu)
  - Kałuszyn (Miński Obszar Chronionego Krajobrazu)
  - Kołbiel (rezerwat przyrody Świder)
  - Latowicz
  - Mińsk Mazowiecki (Miński Obszar Chronionego Krajobrazu)
  - Mrozy (Miński Obszar Chronionego Krajobrazu)
  - Poświętne
  - Siennica (Miński Obszar Chronionego Krajobrazu)
  - Stanisławów

Powierzchnia ogólna Nadleśnictwa wynosi 9536,79 ha, z czego grunty leśne zajmują 9 277,74 ha.

## Rezerwaty przyrody
- Bagno Pogorzel
- Barania Ruda
- Florianów
- Jedlina
- Przełom Witówki
- Rogoźnica
- Rudka Sanatoryjna

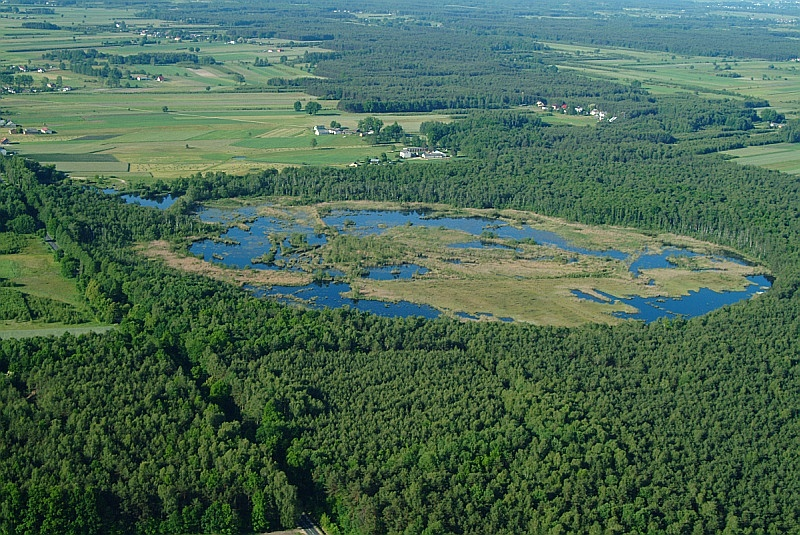
Rezerwat przyrody Bagno Pogorzel

- Świder (w części określanej jako otulina MPK)

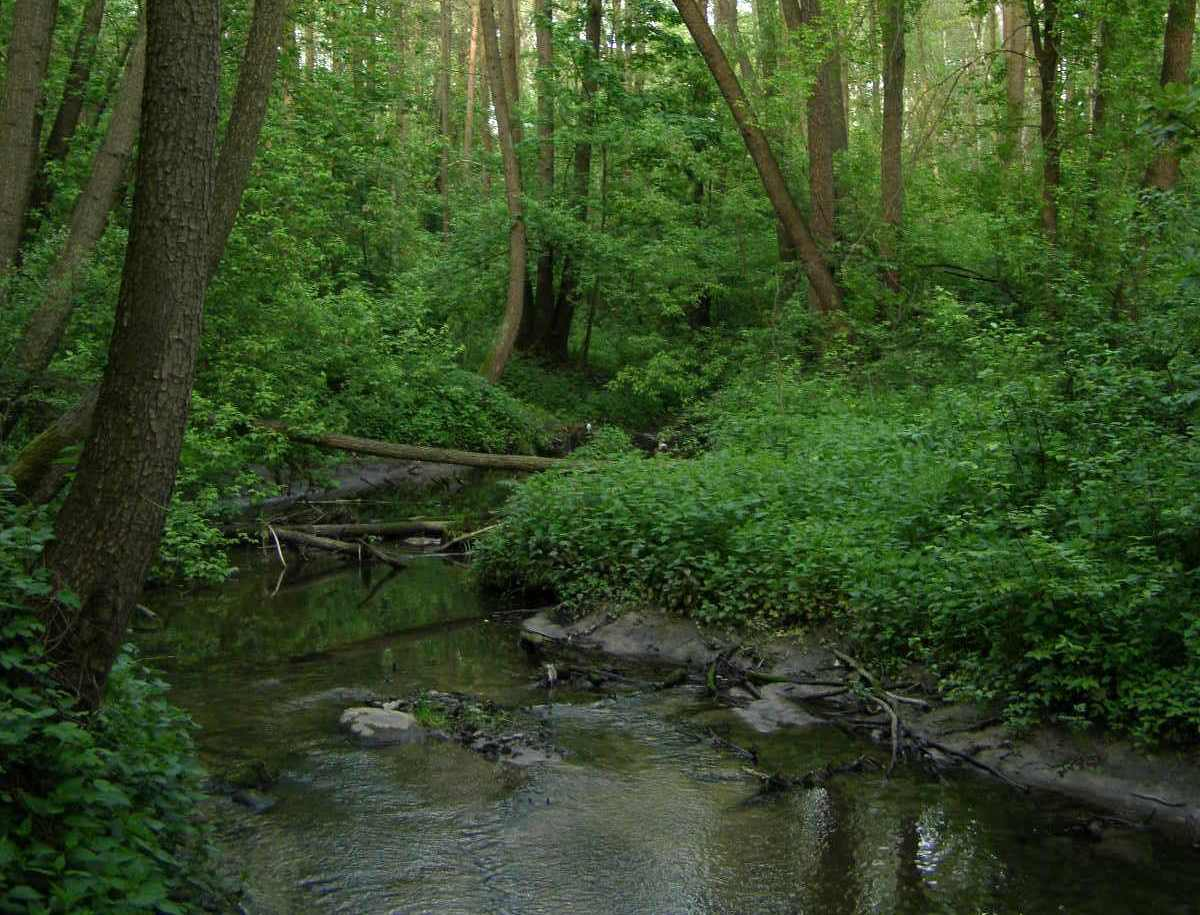
Rzeka Srebrna na terenie Leśnictwa Stankowizna

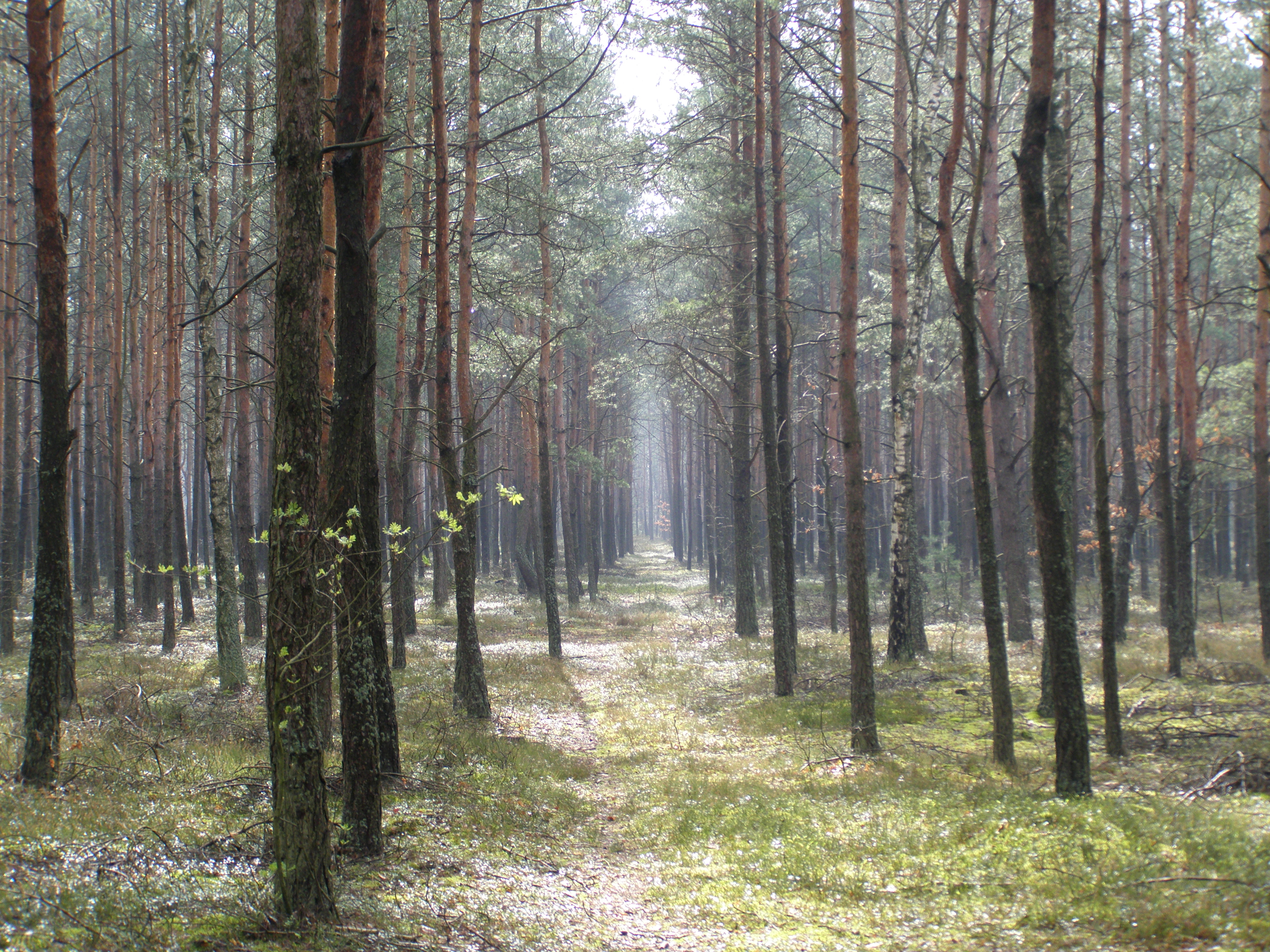

- Torfowisko Jeziorek
- Torfowisko Zawały
- Wólczańska Góra

## Rzeki
- Długa – Kanał Markowski
- Mienia – dopływ Świdra
- Srebrna – dopływ Mieni
- Świder – dopływ Wisły